# ФК Кайрат
ФК „Кайрат“ (Алмати) (на казахски: Қайрат Футбол Клубы, Кайрат Футбол Клубъ) е казахстански футболен клуб от град Алмати.
Клубът е основан през 1954 г. и е сред най-успешните клубове от страната. Най-добрите години за тима са по време на съветската ера. Отборът е редовен участник във Висшата лига на СССР с 24 сезона в нея, което е и рекорд за отбор от Централна Азия. Също така е единствения тим от Казахстан успял да спечели Първа лига на СССР както и Купата на федерацията.

## Успехи
Казахстан
- Висша лига:
  -  Шампион (4): 1992, 2004, 2020, 2024
  -  Второ място (5, рекорд): 2015, 2016, 2017, 2018, 2019
  -  Бронзов медалист (6): 1997, 1999, 2005, 2013, 2014, 2021

- Купа на Казахстан:
  -  Носител (9, рекорд): 1992, 1996, 1999, 2001, 2003, 2014, 2015, 2017, 2018
  -  Финалист (3): 2004, 2005, 2016

- Суперкупа на Казахстан:
  -  Носител (3): 2016, 2017, 2025
  -  Финалист (3): 2015, 2018, 2019

- Първа лига на Казахстан 
  -  Шампион (1): 2009

СССР
- Купа на Федерацията
  -  Носител (1):1988

- Първа лига на СССР
  -  Шампион (2): 1976, 1983

### Предишни имена
| Години    | Име               |
| --------- | ----------------- |
| 1954      | Локомотив         |
| 1955      | Урожай            |
| 1956-1997 | Кайрат            |
| 1998-2000 | СОПФК Кайрат      |
| 2001-2003 | Кайрат            |
| 2004-2006 | Кайрат-Алматы КТЖ |
| 2007 -    | Кайрат            |